# Dere
Dere is een kevergeslacht uit de familie van de boktorren (Cerambycidae). De wetenschappelijke naam van het geslacht werd voor het eerst geldig gepubliceerd in 1855 door White.

## Soorten
Dere omvat de volgende soorten:
- Dere acaciae Gardner, 1939
- Dere adelpha Holzschuh, 1995
- Dere affinis Gahan, 1906
- Dere apicalis (Gahan, 1898)
- Dere apicaloides Adlbauer, 2003
- Dere bivittata Hayashi, 1976
- Dere cassiae Gardner, 1939
- Dere coeruleipennis Aurivillius, 1925
- Dere contigua Holzschuh, 1995
- Dere deversaria Holzschuh, 1995
- Dere femoralis Holzschuh, 1998
- Dere fulvipennis Gahan, 1906
- Dere grahami Gardner, 1942
- Dere grobbelaarae Adlbauer, 2005
- Dere khatrii Holzschuh, 1984
- Dere kirai Mitono, 1943
- Dere marginata Pascoe, 1866
- Dere nigrita Gahan, 1904
- Dere opacula Holzschuh, 1984
- Dere philippinensis Heller, 1923
- Dere posticata Gardner, 1939
- Dere punctifrons Holzschuh, 1991
- Dere reticulata Gressitt, 1942
- Dere rufeola Holzschuh, 1998
- Dere subrubra Gressitt & Rondon, 1970
- Dere subtilis Holzschuh, 1991
- Dere thoracica White, 1855
- Dere virescens Aurivillius, 1924
- Dere viridipennis Gressitt & Rondon, 1970
- Dere vittata (Fåhraeus, 1872)
- Dere zimbabweana Adlbauer, 2000